# Megastylus longicoxis
Megastylus longicoxis är en stekelart som först beskrevs av Cameron 1909.  Megastylus longicoxis ingår i släktet Megastylus och familjen brokparasitsteklar. Inga underarter finns listade i Catalogue of Life.